# Свен-Ерік Ольссон
Свен-Ерік Ольссон (швед. Sven-Erik Olsson; 7 липня 1923, Пярну, Естонія — 7 березня 1985, Ароза, Швейцарія) — шведський доброволець військ СС, обершарфюрер СС. Єдиний швед-кавалер Німецького хреста в золоті (20 квітня 1945).

## Біографія
Син Олофа Оскара Ольссона, комівояжера німецького походження, і його дружини-шведки Елізи. Закінчив німецьку школу в Пярну. В кінці 1930-х років переїхав до Німеччини. Був членом Молодіжної організації балтійських німців. (Baltendeutschen Jugendorganisation). У 16 років добровольцем вступив у війська СС. Служив кулеметником, потім розвідником дивізії СС «Мертва голова».
Учасник Другої світової війни. У травні 1941 року відправлений до Нідерландів для захисту узбережжя. Навесні 1941 року переведений в штаб-квартиру рейхсфюрера СС в Східній Пруссії, де служив радистом. Брав участь у взаємодіях між військами СС і підрозділами сухопутних військ. З лютого 1943 року служив в 10-й танковій дивізії СС «Фрундсберг».
Воював на Східному фронті в Україні, потім разом зі своїм підрозділом переведений до Нормандії, де в серпні 1944 року був поранений. В кінці 1944 року знову відправлений на Східний фронт, воював в Померанії, в районі Штеттіна і Котбуса в Німеччині. Ольссон не був узятий в полон радянськими військами, йому вдалося втекти в зону окупації західних союзників, де переховувався в підпіллі, поки в 1947 році не зміг оселитися в Швеції. Помер від серцевого нападу під час своєї відпустки в Швейцарії, після занять лижним спортом.

## Нагороди
- Залізний хрест 2-го і 1-го класу
- Штурмовий піхотний знак в сріблі
- Нагрудний знак ближнього бою в бронзі
- Нагрудний знак «За поранення» в чорному
- Німецький хрест в золоті (20 квітня 1945)